# Gaio-da-califórnia
Gaio-da-califórnia  (Aphelocoma californica) é uma espécie de pássaro da família Corvidae. De acordo com estudos da Universidade de Cambridge, é capaz de planejar o futuro.

## Subespécies

### Aphelocoma (californica) californica
- Aphelocoma californica immanis (Grinnell, 1901)
- Aphelocoma californica caurina (Pitelka, 1951)
- Aphelocoma californica oocleptica (Swarth, 1918)
- Aphelocoma californica californica (Vigors, 1839)
- Aphelocoma californica obscura (Anthony, 1889)
- Aphelocoma californica cana (Pitelka, 1951)
- Aphelocoma californica hypoleuca (Ridgway, 1887)

### Aphelocoma (californica) woodhouseii
- Aphelocoma californica/woodhouseii nevadae
- Aphelocoma californica/woodhouseii woodhouseii
- Aphelocoma californica/woodhouseii texana
- Aphelocoma californica/woodhouseii grisea
- Aphelocoma californica/woodhouseii cyanotis

### Aphelocoma (californica) sumichrasti
- Aphelocoma californica/sumichrasti sumichrasti
- Aphelocoma californica/sumichrasti remota